# Independente Atlético Clube (Tucuruí)
El Independente Atlético Clube es un equipo de fútbol de Brasil que juega en el Campeonato Paraense de Segunda División, la segunda división del estado de Pará.

## Historia
Fue fundado el 28 de noviembre de 1972 en el municipio de Tucuruí del estado de Pará por Francisco Marques Bastos como un equipo multideportivo especializado en fútbol.
El 6 de octubre de 1981 fue registrado como equipo profesional en la federación estatal, aunque su sección femenil ha sido la más exitosa, la cual fue campeón nacional en 1990 y hexacampeón del estado de Pará.
En 2008 el club tuvo que cerrar operaciones por falta de recursos financieros, y pasaron tres años para que el club reanudara funciones, cuando el club fue comprado por el empresario Dely Santos. Un año después el club hace historia al ser el primer equipo del interior del estado de Pará en ganar el Campeonato Paraense, con lo que cortó la marca de 103 años que tenían los equipos del municipio de Belém ganando el título estatal luego de vencer en la final al Paysandu Sport Club. Ese mismo año gana la copa estatal por primera vez.
En ese mismo año hace su primera aparición en un torneo a escala nacional cuando juega en el Campeonato Brasileño de Serie D en donde gana su grupo en la primera ronda, en la segunda ronda elimina al Penarol Atlético Clube del estado de Amazonas para ser eliminado en cuartos de final por el Cuiabá Esporte Clube del estado de Mato Grosso y termina en octavo lugar, cerca del ascenso a la tercera división nacional.
En 2012 participa por primera vez en la Copa de Brasil como campeón de copa estatal, donde es eliminado por el gigante Sao Paulo FC del estado de Sao Paulo por marcador de 0-5. En 2015 gana los títulos del municipio de Belém y llega a la final del Campeonato Paraense, logrando clasificar por primera vez a la Copa Verde y a la Copa de Brasil por segunda ocasión en ese año. En la Copa Verde es eliminado en la primera ronda por el Brasília Futebol Clube del distrito Federal de Brasil por 2-4, y en la Copa de Brasil elimina en la primera ronda al ADRC Icasa del estado de Ceará con marcador de 5-2, protagonizando la mayor goleada de la edición de la copa al ganar 5-0 el partido de ida en casa; pero luego es eliminado en la segunda ronda por el Goiás EC del estado de Goiás por 1-3 tras haber ganado 1-0 el partido de ida.
En 2016 vuelve a participar en la Copa de Brasil donde es eliminado en la primera ronda por el Paysandu Sport Club con marcador de 1-4. En 2018 pierde la final estatal nuevamente, pero vuelve a clasificar al Campeonato Brasileño de Serie D por segunda ocasión y a la Copa de Brasil. En la cuarta división nacional vuelve a superar la primera ronda como ganador de grupo de manera invicta, pero es eliminado en la segunda ronda por el Rio Branco AC del estado de Acre tras haber ganado el partido de ida 3-1, pierde en su visita al estado de Acre 0-3; mientras que en la Copa de Brasil es eliminado en la primera ronda por el Sampaio Corrêa Futebol Clube del estado de Maranhao 0-1.
En 2019 termina en segundo lugar del Campeonato Paraense, lo que le da la clasificación para la copa de Brasil y el Campeonato Brasileño de Serie D en 2020.

## Rivalidades
Según los cronistas deportivos catalogan al Águia de Marabá Futebol Clube como el principal rival del Independente en el llamado Clásico Agui-Indep o Clásico de Carajás haciendo referencia al estado de Carajás por ser los mejores equipos del territorio en caso de que Carajás sea considerado como estado.

## Palmarés
- Campeonato Paraense: 1

2011
- Copa de Belem: 1

2015
- Copa de Pará: 1

2011
- Campeonato Paraense de Segunda División: 1

2009
- Torneo Titán: 1

1988